# Myzomela jugularis
El mielero pechinaranja (Myzomela jugularis) es una especie de ave paseriforme de la familia Meliphagidae endémica de Fiyi.